# Tania Álvarez Yates
Tania Elizabeth Álvarez Yates (El Grove, 4 de octubre de 1994) es una deportista española que compite en piragüismo en la modalidad de maratón.
Ganó cinco medallas en el Campeonato Mundial de Piragüismo en Maratón entre los años 2018 y 2023, y tres medallas en el Campeonato Europeo de Piragüismo en Maratón entre los años 2019 y 2024.

## Palmarés internacional
| Campeonato Mundial | Campeonato Mundial       | Campeonato Mundial | Campeonato Mundial |
| Año                | Lugar                    | Medalla            | Competición        |
| ------------------ | ------------------------ | ------------------ | ------------------ |
| 2018               | Vila Verde (Portugal)    | Medalla de bronce  | K2                 |
| 2019               | Shaoxing (China)         | Medalla de plata   | K2                 |
| 2021               | Pitești (Rumania)        | Medalla de plata   | K2                 |
| 2022               | Ponte de Lima (Portugal) | Medalla de oro     | K2                 |
| 2023               | Vejen (Dinamarca)        | Medalla de plata   | K2                 |
| Campeonato Europeo |                          |                    |                    |
| Año                | Lugar                    | Medalla            | Competición        |
| 2019               | Decize (Francia)         | Medalla de plata   | K2                 |
| 2023               | Slavonski Brod (Croacia) | Medalla de bronce  | K2                 |
| 2024               | Poznań (Polonia)         | Medalla de plata   | K1                 |